# Aymone
Aymone is een Belgische stripreeks van de hand van tekenaar Renaud Denauw en schrijver-scenarist Jean-Marie Brouyère. Ook Thierry Martens werkte aan de strip mee. Het werd gepubliceerd tussen 1975 en 1977 in het stripblad Robbedoes/Spirou. De strip begint als een avonturenverhaal dat fantasy, sciencefiction, en humor combineert, met tekeningen in enigszins karikaturale stijl. In de laatste verhalen verandert de strip van karakter en wordt semi-realistisch.

## Inhoud
De stripreeks is een Fantasyverhaal met verhulde verwijzingen naar reïncarnatie, en gaat over de belevenissen van Aymone Bossaert de Veerman, een jonge vrouw van Creoolse afkomst. Ze draagt een magische armband die ze niet af kan doen. Hiermee zal ze door de tijd reizen. De armband heeft grote macht: wanneer ze in levensgevaar verkeert, wordt ze door de armband beschermt. Haar belager wordt gedood of ze wordt incidenteel in een andere (toekomstige) tijd geplaatst. Ondanks haar herhaaldelijk wijzigende omstandigheden bevindt ze zich in een voortdurende staat van gevangenschap en machteloosheid. Vanwege haar verbanning in een andere tijd en haar gevangenschap heeft ze een soort haat-liefdeverhouding met haar armband. De armband is haar lot: een hogere macht die haar leven bepaalt.
In het eerste verhaal bevindt ze zich in de 17e eeuw. Door noodlottige omstandigheden komt ze terecht in het jaar 1990. Ze voelt zich niet thuis in deze tijd. Een van haar uitspraken is: "Eenzaam zijn de machtigen. Ik ben ook eenzaam, zonder tijdperk om in te rusten". Ze heeft nog herinneringen aan een vroeger leven in Guadeloupe in de 16e eeuw. Daar verlangt ze naar terug.
De laatste drie verhalen spelen zich af in Tibet, waar in 1990 een opstand is uitgebroken tegen de Chinese overheersing (feitelijk eenzelfde soort  opstand als in 1959 en van 1987 tot 1993)

### Doorlopend verhaal
De zes episodes vormen tezamen een lang doorlopend verhaal. De zes delen zijn in verschillende verhaallijnen op te splitsen die gegrondvest zijn op de voorgaande episodes. Elk afzonderlijk verhaal heeft een eigen setting en een subplot maar is niet helemaal los van de andere delen te lezen.
1. Koningin voor 13 piraten:
Het verhaal begint in de 17e eeuw. Toen Aymone ontwaakte bevond ze zich op een onbewoond eilandje, waar ze werd gevonden door een aantal zeerovers. Deze piraten nemen haar mee op hun schip "De Duivel der Zeeën" dat onder bevel staat van de gebroeders Pietro, de kapitein, en Diego, de stuurman. Sommige van hen denken dat Aymone ongeluk brengt en willen haar doden. Op het schip krijgt ze een gerieflijke hut. Maar 's nachts dringt een van de piraten haar hut binnen en hij probeert Aymone haar armband afhandig te maken. Hij slaat haar neer, maar ze wordt door de armband beschermd en de piraat wordt gedood. De volgende dag verdelen de piraten zich in twee partijen. Pietro en een paar van zijn aanhangers verdedigen Aymone tegen de rest van de groep. Er ontstaat een grote vechtpartij. De grote groep krijgt de overhand. Een van de piraten, de duistere Charras, probeert Aymone te doden en wordt vervolgens door Aymone's armband gedood. Pietro stelt voor om de strijd te staken, maar zijn broer Diego interrumpeert hem met een slag van zijn zwaard. Er ontstaat een fel duel tussen de broers waarbij Diego wordt gedood. Dan wordt beslist dat Aymone op het schip mag blijven. Pietro wil met haar trouwen zodra ze aan land zijn. Maar dan ineens is ze verdwenen en bevindt ze zich in zee.
2. De eis der uitroeiers:
Aymone wordt opgepikt door een luxe jacht met veel rijke passagiers aan boord. Ze bevindt zich in het jaar 1990. Maar dit schip herbergt het hoofdkwartier van een organisatie van gewetenloze misdadigers die de aarde willen vernietigen. Een duivelse geleerde, Boris Schlossing, is heer en meester van deze organisatie, samen met Gaity Knox. Aymone wordt als spionne beschouwd en opgesloten in een luxe hut. Ze beseft inmiddels dat ze alleen op haar armband kan vertrouwen. Drie agenten van de contra-spionagedienst, vermomd als toeristen, waaronder Bob en de gravin, kunnen echter binnendringen. Aymone krijgt een waarheidsserum toegediend. Schlossing en Knox zijn verbluft als ze Aymone horen spreken over haar afkomst; dat ze uit Guadeloupe komt in de 16de eeuw. Ze zijn er nu van overtuigd dat Aymone een spionne is en dat ze ontmaskerd zijn. De drie agenten kunnen de bende uiteindelijk overmeesteren. Schlossing wordt gearresteerd en Knox wordt gedood als hij Aymone van haar armband wil ontdoen. Maar voor Aymone komt deze bevrijding te laat want ze is inmiddels opgesloten en gelanceerd in een torpedo die over een paar uur zal ontploffen.
3. In de tijd verbannen:
Voordat de torpedobom ontploft wordt Aymone door haar armband beschermd en komt ze in een Buitentijdsbel terecht, in een 12000 jaar oude beschaving. Hier woont een buiten de tijd levende gemeenschap van mannen. Niets of niemand wordt hier ouder. De tijd is hier van weinig betekenis. Het is een onstoffelijke wereld die zich op een ander niveau bevindt dan de aardse werkelijkheid. Omdat de tijd hier stil staat is de torpedo niet tot ontploffing gekomen want deze bevindt zich nu ook in de Buitentijdsbel. Hier ontmoet Aymone de wijze oude meester Ephraim, en Karik, die een goede vriend van haar wordt. Maar er leven ook een paar mannen die haar uit de weg willen ruimen. Meester Ephraim besluit dat deze mannen verbannen moeten worden naar de binnentijd. Intussen verplaatst de Buitentijdsbel zich. De Bel gaat onder de Stille Oceaan door en vervolgt zijn weg onder Azië. Opstijgend vanuit de dieper gelegen aardlagen komt de bel tot stilstand in een vallei in de Himalaya. Intussen is er een opstand uitgebroken onder de mannen die de Bel in stand houden. Voor Aymone is het veiliger om de Bel te verlaten. Samen met Karik vertrekt ze naar een klooster in Tibet. Als ze 's avonds in de bergen zijn horen en zien ze in de verte een enorme ontploffing. Het is de torpedo die nu toch tot ontploffing is gekomen. De Buitentijdsbel is vernietigd.
4. Wolven op het werelddak:
Onderweg naar het klooster worden Aymone en Karik gevangen genomen en opgesloten in de Potala, het vroegere paleis van de Dalai Lama. Het is de verblijfplaats van gouverneur Guring, de lokale machthebber. Er woedt een ongenadige strijd in Tibet. Commissaris Su, gezonden door de verboden stad, is er niet in geslaagd Guring te beletten een bloedige opstand te ontketenen en zijn gebied zelfstandig te maken. De troepen die de centrale regering trouw zijn gebleven, delven het onderspit tegen Guring, zijn militie en het nieuwe volk, dat de onafhankelijkheid voor zich opeist. Daarentegen verzetten zich de Khamba's, de erfgenamen van het oude lamaistische Tibet. Onder het bevel van Khapierdorje voeren ze een vertwijfelde guerrilla, waarvoor sommige vreemde mogendheden hun wapens leveren. Na de ontploffing, in een afgelegen dal, van de torpedobom, is een Amerikaans commando erop afgestuurd. De Amerikaanse agenten bevrijden Aymone uit de klauwen van Guring, die haar wilde dwingen zijn vrouw te worden. Maar bij de gevechten in het paleis is Karik, Aymone's vriend uit de Buitentijdsbel, om het leven gekomen.
5. In de sneeuw gegijzeld:
Aymone wordt nu de gevangene van het groepje Amerikanen, die het land proberen te ontvluchten via de Himalaya. Alle wegen naar Nepal zijn verspert. Ze zijn nu op 300 km. van Lhasa op de plek waar de Brahmaputra ontspringt, op weg naar het klooster van Dobtra, het laatste contactpunt van het commando. Een verkenningsvliegtuig van Guring heeft hen ontdekt. Intussen wordt Lhasa omsingeld door troepen die Guring tot overgave willen dwingen. Lhassa staat op het punt zich over te geven. Commissaris Su, Guring en Khapierdorje proberen allemaal het uitgeputte groepje te pakken te krijgen. Onderweg vinden de Amerikanen en Aymone onderdak in een Chorten, een Tibetaans monument. De groep wordt ingehaald door Khapierdorje en een groepje Khamba's. Khapierdorje wil profiteren van Aymone's geheim, waar ook de Amerikanen naar zoeken. Ze wil Aymone als gijzelaar gebruiken om militaire steun af te dwingen, voor een leger waarmee ze Tibet wil heroveren. Guring heeft inmiddels het geheim van Aymone's vlucht onthuld. Commissaris Su wil Aymone nu in handen krijgen.
6. De winter van de lange mars:
Ze zijn op weg naar de grens met Nepal. Maar als ze de grens naderen dwingen grenswachters hen terug te gaan. De Amerikanen willen de doorgang forceren. Khapierdorje wil haar gijzelaars niet laten gaan. Ze trekken verder door het hooggebergte, maar het leger van Commissaris Su is in de buurt. Door een lawine te veroorzaken lukt het Khapierdorje om het grootste deel van de achtervolgers uit te schakelen. Maar Su blijft aanvallen. Uiteindelijk laat Khapierdorje de vier Amerikanen en Aymone gaan. Ze zijn nu vlak bij de grens. Ze proberen door de bedding van de Ting naar Nepal te ontkomen. Maar Su geeft het niet op. Door de stenen op te blazen die het water tegenhouden stort een grote watermassa zich in de diepe bedding van de Ting. Het groepje probeert zich te redden voor de ontketende watermassa. Het watergeweld stort zich over Aymone en Raul, een van de Amerikanen. De drie overgebleven Amerikanen gaan daarna op zoek en ze vinden Raul. Hij is dood. Ze proberen vergeefs Aymone terug te vinden. Maar ze is spoorloos verdwenen.

### Belangrijke nevenpersonages
- Karik - Vriend en persoonlijke beschermer van Aymone in de Buitentijdsbel
- Bob - Aanvankelijk vermomd als playboy is hij een van de agenten van het Amerikaans commandogroepje
- De gravin - Vriendin van Bob en een van de agenten van het Amerikaans commando
- Khapierdorje - Bevelhebber van de Khamba's
- Commissaris Su - Afgezante van Peking
- Lobsang - Tibetaan en een van de Khamba's
- Gouverneur Guring - Lokale machthebber in Tibet
- Mickey - Agent van het Amerikaans commando
- Raul - Agent van het Amerikaans commando
- Yling - Bediende van Aymone in de Potala

### Evolutie naar semi-realistisch
De strip begon als een avonturenverhaal met fantasy en sciencefiction elementen en ook humor (verhaal 1 t/m 3). In deze eerste drie episodes was het getekend in een enigszins karikaturale stijl, balancerend op de rand van komisch en realistisch. Naarmate de episodes vorderden kwam er een geleidelijke ontwikkeling naar meer realisme en verdween de humor. Het verhaal werd steeds serieuzer van toon. De tekeningen evalueerden gaandeweg naar realistisch, wat uiteindelijk resulteerde in een meer volwassen stripverhaal. Zowel wat betreft het verhaal als qua tekeningen kreeg de strip vanaf de vierde episode een wat realistischer aanpak. In 6 episodes ontwikkelde het verhaal zich van capriolen op een piratenschip in de 17de eeuw, naar een overlevingstocht in de Himalaya, in een nauwkeurig gedocumenteerde, realistische setting van Tibet tegen het einde van de 20e eeuw. De episodes 4 t/m 6 spelen zich af in Tibet; in de vierde episode Wolven op het werelddak is het karikaturale element voor een groot deel verdwenen, en in de vijfde episode In de sneeuw gegijzeld wordt er nog duidelijker gekozen voor meer realisme en dan is het een nagenoeg realistische strip geworden, een groot contrast met de eerste twee verhalen. In de laatste twee delen zijn ook alle sciencefiction of fantasy elementen verdwenen, en de mysterieuze afkomst van Aymone, en haar magische armband, wordt dan iets waarin alleen zij zelf nog gelooft.

## Verhalen
| Nummer | Titel                       | Jaar      | Aantal pagina's | Publicatie in weekblad Robbedoes/Spirou | originele titel               |
| ------ | --------------------------- | --------- | --------------- | --------------------------------------- | ----------------------------- |
| 1      | Koningin voor 13 piraten    | 1975      | 20              | Robbedoes nr. 1957 t/m nr. 1959         | Une reine pour treize pirates |
| 2      | De eis der uitroeiers       | 1975/1976 | 25              | Robbedoes nr. 1967 t/m nr. 1972         | L'Ultimatum des anéantisseurs |
| 3      | In de tijd verbannen        | 1976      | 44              | Robbedoes nr. 1977 t/m nr. 1993         | Les Exilés du temps           |
| 4      | Wolven op het werelddak     | 1976      | 45              | Robbedoes nr. 2000 t/m nr. 2015         | Les Louves du toit du monde   |
| 5      | In de sneeuw gegijzeld      | 1977      | 43              | Robbedoes nr. 2031 t/m nr. 2046         | L'Otage des neiges            |
| 6      | De winter van de lange mars | 1977      | 44              | Robbedoes nr. 2047 t/m nr. 2065         | L'Hiver de la longue traque   |

## Publicatiegeschiedenis

### Voorgeschiedenis
Reclametekenaar Renaud ging in 1975 werken bij Spirou. Hij was via zijn voormalige klasgenoot Raoul Cauvin in contact gekomen met Thierry Martens, die toen hoofdredacteur was van Spirou. Martens schreef voor hem het scenario voor de erotische strip Merline, die Renaud tekende onder het pseudoniem Sylvain. voor Editions des Archers. Hij tekende ook strips voor uitgeverij Fleuve Noir, maar Aymone betekende voor hem het begin van een fulltime carrière als striptekenaar. 
Spirou was op zoek naar nieuwe getalenteerde tekenaars om uiteindelijk de oude garde te vervangen. De commerciële druk van de albums was toegenomen, evenals de eisen van de lezers. Daarom waren Thierry Martens en Jean-Marie Brouyère een schrijfworkshop gestart om beginnende tekenaars een kans te geven en Aymone met Renaud was een van de eerste projecten die hieruit voortkwamen. Brouyère (die sinds 1971 het scenario schreef van de actiestrip Archie Cash)  en Martens hadden voor Renaud een nieuwe strip bedacht met een vrouw in de hoofdrol, in de stijl van de al bestaande stripreeksen Yoko Tsuno en Natasja. Martens schreef onder zijn pseudoniem Terence; omdat hij hoofdredacteur was van Spirou, werd zijn naam niet vermeld.

### Publicatie in Robbedoes/Spirou
Op 16 oktober 1975 verscheen Aymone met Koningin voor 13 piraten voor het eerst, in nr. 1957 van Robbedoes en Spirou. De laatste publicatie was in november 1977 in Robbedoes/Spirou nr. 2065. 
Tot op heden is de strip niet in albumvorm verschenen, behalve een Franstalige uitgave van het derde verhaal. 
De zes verhalen vormen tezamen een lang doorlopend verhaal. Het 7de verhaal, dat het vervolg zou worden op De winter van de lange mars en dat De duivelswind zou gaan heten, is nooit gerealiseerd. Maar in feite was de mysterieuze verdwijning van Aymone aan het einde van het 6de verhaal een goede afsluiting. De reeks werd gestopt en tekenaar Renaud ging verder met een andere serie.
In 1977, in de periode dat Renaud nog bezig was met het verhaal De winter van de lange mars, vonden er grote veranderingen plaats op de redactie van Spirou. Thierry Martens beëindigde zijn functie als hoofdredacteur. De verstandhouding van Renaud met Alain De Kuyssche, de opvolger van Thierry Martens in 1978, was bijzonder slecht. Bovendien was Renaud teleurgesteld over het feit dat albumpublicatie van de Aymone-verhalen uitbleef. Dit was een zwaarwegend feit: zonder albumpublicatie verdwijnt een strip in de vergetelheid. Voor uitgeverij Dupuis was Aymone niet succesvol genoeg om te worden uitgebracht in albumvorm. Aymone was aanvankelijk redelijk populair bij de lezers van Robbedoes en Spirou, maar de strip richtte zich al snel tot de volwassen lezer en werd voor veel jonge lezers te ontoegankelijk. Scenarist Brouyère  deed in de laatste twee verhalen weinig concessies meer aan de smaak van het grote publiek. Bij de opiniepeiling, de jaarlijkse populariteitspoll, werd de top 10 niet gehaald. Bij de opiniepeiling van 1977 koos nog bijna 70 % van de lezers voor Aymone. Vanwege deze gemiddelde score werd albumpublicatie uitgesteld en uiteindelijk afgelast. Het resultaat was dat Renaud in 1978 voor Robbedoes nog het humoristische stripverhaal Mollie, Gappie en Hardebol, "De gestolen stradivarius" tekende, dat evenmin in aanmerking kwam voor albumpublicatie. Nadat Renaud een aanbod had gekregen van Jean-Luc Vernal vertrok hij naar concurrent Kuifje. Ook scenarist Jean-Marie Brouyère verliet in 1978 Spirou en trok zich terug uit de stripwereld, met uitzondering van de stripreeks Archie Cash waarvoor hij tot 1987 het scenario schreef. Renaud tekende vanaf 1979 de stripreeks Pokervrouw waarin een van de hoofdpersonages zeer veel gelijkenis vertoont met Aymone.

### Publicaties
In 1997 werd de Franstalige versie van een van de verhalen, In de tijd verbannen (Les Exilés du Temps), in albumvorm uitgebracht bij Editions Points Image, Collection Monde Cruel nr. 9, met pagina's in zwart-wit. Een integrale uitgave van de zes verhalen is nog niet verschenen, met uitzondering van illegale  uitgaven.
In het eerste halfjaar van publicatie verscheen Aymone twee maal op de voorpagina van Robbedoes en Spirou:
- 1975: nummer 1957
- 1976: nummer 1970

Tevens bevatte Spirou nr. 2048 (14 juli 1977) een uitvouwbare centerfold met Aymone.